# 캐세이퍼시픽 항공의 운항 노선
2020년 5월 기준, 캐세이퍼시픽 항공은 다음과 같은 노선을 운항중이다.
참고 : 화물이라고 적혀있는 취항지는 화물기만 취항하는 곳이고, *는 화물기와 여객기 둘 다 취항하는 도시이다.

## 운항 노선

### 아시아

#### 동아시아
- 대한민국
  - 서울 - 인천국제공항 *
- 중화인민공화국
  - 베이징 - 베이징 수도 국제공항 *
  - 광저우 - 광저우 바이윈 국제공항
  - 난징 - 난징 루커우 국제공항
  - 닝보 - 닝보 리스 국제공항
  - 상하이
    - 상하이 푸둥 국제공항 *
    - 상하이 홍차오 국제공항

  - 샤먼 - 샤먼 가오치 국제공항 *
  - 시안 - 시안 셴양 국제공항
  - 우루무치 - 우루무치 디워푸 국제공항
  - 우한 - 우한 톈허 국제공항
  - 원저우 - 원저우 롱완 국제공항
  - 정저우 - 정저우 신정 국제공항 *
  - 청두
    - 청두 솽류 국제공항 화물
    - 청두 톈푸 국제공항

  - 충칭 - 충칭 장베이 국제공항 *
  - 칭다오 - 칭다오 자오둥 국제공항
  - 푸저우 - 푸저우 창러 국제공항
  - 하이커우 - 하이커우 메이란 국제공항
- 홍콩
  - 홍콩 - 홍콩 첵랍콕 국제공항 허브
- 일본
  - 도쿄
    - 하네다 국제공항
    - 나리타 국제공항 *

  - 나고야 - 주부 센토레아 국제공항
  - 삿포로 - 신치토세 공항
  - 오사카 - 간사이 국제공항 *
  - 후쿠오카 - 후쿠오카 공항
- 중화민국
  - 타이베이 - 타이완 타오위안 국제공항 *
  - 가오슝 - 가오슝 국제공항

#### 동남아시아
- 말레이시아
  - 쿠알라룸푸르 - 쿠알라룸푸르 국제공항[3]
  - 페낭 - 페낭 국제공항 *
- 베트남
  - 하노이 - 노이바이 국제공항 *
  - 호치민 시 - 떤선녓 국제공항 *
- 싱가포르
  - 싱가포르 - 싱가포르 창이 국제공항 *
- 인도네시아
  - 자카르타 - 수카르노 하타 국제공항 *
  - 덴파사르 - 응우라라이 국제공항
  - 수라바야 - 주안다 국제공항
- 캄보디아
  - 프놈펜 - 프놈펜 국제공항 *
- 태국
  - 방콕 - 수완나품 국제공항 *
  - 푸켓 - 푸켓 국제공항
- 필리핀
  - 마닐라 - 니노이 아키노 국제공항
  - 세부 - 막탄 세부 국제공항

#### 남아시아
- 네팔
  - 카트만두 - 트리부반 국제공항 *
- 방글라데시
  - 다카 - 샤잘랄 국제공항 *
- 스리랑카
  - 콜롬보 - 반다라나이케 국제공항 *
- 인도
  - 델리 - 인디라 간디 국제공항 *
  - 뭄바이 - 차트라파티 시바지 국제공항 *
  - 벵갈루루 - 벵갈루루 국제공항 *
  - 첸나이 - 첸나이 국제공항 *
  - 하이데라바드 - 라지브 간디 국제공항

#### 서남아시아
- 사우디아라비아
  - 리야드 - 킹 칼리드 국제공항
- 아랍에미리트
  - 두바이 - 두바이 국제공항
- 이스라엘
  - 텔아비브 - 벤구리온 국제공항

### 아프리카

#### 남아프리카
- 남아프리카 공화국
  - 요하네스버그 - OR 탐보 국제공항

### 유럽

#### 서유럽
- 영국
  - 런던 - 런던 히드로 국제공항 *
  - 맨체스터 - 맨체스터 공항 *
- 프랑스
  - 파리 - 파리 샤를 드 골 국제공항 *
- 독일
  - 뮌헨 - 뮌헨 국제공항 - (2025년 6월 16일 신규취항)
  - 프랑크푸르트 - 프랑크푸르트 국제공항 *
- 네덜란드
  - 암스테르담 - 암스테르담 스키폴 국제공항 *
- 벨기에
  - 브뤼셀 - 브뤼셀 국제공항 *

#### 중유럽
- 스위스
  - 취리히 - 취리히 국제공항

#### 남유럽
- 스페인
  - 마드리드 - 마드리드 바하라스 국제공항
  - 바르셀로나 - 바르셀로나 엘프라트 국제공항
- 이탈리아
  - 로마 - 레오나르도 다 빈치 국제공항 계절편 - (2025년 11월 11일 재취항)[4]
  - 밀라노 - 밀라노 말펜사 국제공항

### 아메리카

#### 북아메리카
- 미국
  - 뉴욕 - 존 F. 케네디 국제공항 *
  - 댈러스 - 댈러스 포트워스 국제공항 *
  - 로스앤젤레스 - 로스앤젤레스 국제공항 *
  - 마이애미 - 마이애미 국제공항 화물
  - 보스턴 - 보스턴 로건 국제공항
  - 샌프란시스코 - 샌프란시스코 국제공항
  - 시카고 - 시카고 오헤어 국제공항 *
  - 애틀랜타 - 하츠필드 잭슨 애틀랜타 국제공항 화물
  - 앵커리지 - 테드 스티븐스 앵커리지 국제공항 화물
  - 콜럼버스 - 리캔배커 국제공항 화물
  - 포틀랜드 - 포틀랜드 국제공항 화물
  - 휴스턴 - 조지 부시 인터콘티넨털 공항 화물
- 캐나다
  - 밴쿠버 - 밴쿠버 국제공항
  - 캘거리 - 캘거리 국제공항 화물
  - 토론토 - 토론토 피어슨 국제공항 *
- 멕시코
  - 멕시코시티 - 멕시코시티 국제공항 화물
  - 과달라하라 - 미겔 이달고 이 코스티야 국제공항 화물

### 오세아니아
- 뉴질랜드
  - 오클랜드 - 오클랜드 국제공항
  - 크라이스트처치 - 크라이스트처치 국제공항 계절편
- 오스트레일리아
  - 멜버른 - 멜버른 공항 *
  - 브리즈번 - 브리즈번 공항
  - 시드니 - 시드니 공항 *
  - 애들레이드 - 애들레이드 공항 - (2025년 11월 11일 재취항)[5]
  - 케언스 - 케언스 공항 계절편
  - 투움바 - 투움바 웨스트 웰캠프 공항 화물
  - 퍼스 - 퍼스 공항
  - 호바트 - 호바트 공항 계절 화물편

## 단항 노선

### 아시아

#### 동아시아
- 중화인민공화국
  - 구이린 - 구이린 량장 국제공항
  - 싼야 - 싼야 펑황 국제공항
  - 칭다오 - 칭다오 류팅 국제공항
- 홍콩
  - 홍콩 - 홍콩 카이탁 국제공항
- 마카오
  - 마카오 - 마카오 국제공항
- 일본
  - 고마쓰 - 고마쓰 공항

#### 동남아시아
- 라오스
  - 비엔티안 - 왓따이 국제공항
- 말레이시아
  - 코타키나발루 - 코타키나발루 국제공항
  - 라부안 - 라부안 공항
- 미얀마
  - 양곤 - 양곤 국제공항
- 브루나이
  - 반다르스리브가완 - 브루나이 국제공항
- 태국
  - 방콕 - 돈므앙 국제공항

#### 남아시아
- 몰디브
  - 말레 - 말레 국제공항
- 인도
  - 콜카타 - 네타지 수바스 찬드라 보스 국제공항

#### 서남아시아
- 바레인
  - 마나마 - 바레인 국제공항
- 사우디아라비아
  - 다란 - 다란 국제공항
  - 제다 - 킹 압둘아지즈 국제공항
- 아랍에미리트
  - 아부다비 - 아부다비 국제공항
  - 두바이 - 알막툼 국제공항 화물
- 카타르
  - 도하 - 하마드 국제공항
- 파키스탄
  - 카라치 - 진나 국제공항

### 아프리카

#### 남아프리카
- 남아프리카 공화국
  - 케이프타운 - 케이프타운 국제공항 계절편

#### 동아프리카
- 모리셔스
  - 포트루이스 - 시우 사구르 람룰람경 국제공항

### 유럽

#### 서유럽
- 영국
  - 런던 - 런던 개트윅 국제공항
- 독일
  - 뒤셀도르프 - 뒤셀도르프 국제공항
- 아일랜드
  - 더블린 - 더블린 국제공항

#### 남유럽
- 스페인
  - 사라고사 - 사라고사 공항 화물
- 튀르키예
  - 이스탄불 - 아타튀르크 국제공항

#### 동유럽
- 러시아
  - 모스크바 - 도모데도보 국제공항

#### 북유럽
- 덴마크
  - 코펜하겐 - 코펜하겐 카스트럽 국제공항 계절편
- 스웨덴
  - 스톡홀름 - 스톡홀름 알란다 국제공항 화물

### 아메리카

#### 북아메리카
- 미국
  - 워싱턴 D.C. - 워싱턴 덜레스 국제공항
  - 뉴어크 - 뉴어크 리버티 국제공항
  - 시애틀 - 시애틀 타코마 국제공항
  - 호놀루루 - 호놀룰루 국제공항
- 캐나다
  - 캘거리 - 캘거리 국제공항 화물

### 오세아니아
- 오스트레일리아
  - 타운즈빌 - 타운즈빌 공항
- 파푸아뉴기니
  - 포트모즈르비 - 잭슨 국제공항

## 같이 보기
- 캐세이드래곤 항공의 운항 노선
- 홍콩 익스프레스 항공의 운항 노선